# Curva de Phillips

Curva de Phillips - NAIRU a longo e curto prazo

Em macroeconomia, a curva de Phillips, representa uma relação de trade-off entre inflação e desemprego, que permite analisar a relação entre ambos, no curto prazo. Segundo esta teoria, desenvolvida pelo economista neozelandês William Phillips, uma menor taxa de desemprego leva a um aumento da inflação, e uma maior taxa de desemprego a uma menor inflação. Contudo, esta relação não é válida no longo prazo, uma vez que a taxa de desemprego é basicamente independente da taxa de inflação conforme outras variáveis vão se alterando. 
Baseando-se em dados da economia do Reino Unido no período de 1861 a 1957, Phillips mostrou haver uma correlação negativa entre a inflação e o desemprego. Poucos anos depois, outros dois cientistas, Paul Samuelson e Robert Solow, confirmaram a descoberta ao utilizarem dados da economia dos Estados Unidos e resolveram baptizar o modelo como curva de Phillips. Nos anos 70, a relação prevista pela curva de Phillips original deixou de ser verificada de forma empírica, pois as grandes economias experimentaram altas taxas de inflação e de desemprego simultaneamente. Quando o período de crise foi superado, a correlação mais evidente passou a ser entre a taxa de desemprego e a variação da taxa de inflação, o que abriu caminho para reformas na proposição original.
Milton Friedman e Edmund Phelps foram dois economistas que se dedicaram a estudar a relação proposta por Phillips. A versão Friedman-Phelps da curva de Phillips, conhecida também por curva de Phillips aceleracionista, acrescenta à equação original a análise das expectativas. Utilizando o método das expectativas adaptativas ela indica que, para que se mantenha a taxa de desemprego a níveis inferiores ao da taxa de desemprego natural, o que importa não é a taxa de inflação, mas sim sua variação, necessitando-se assim de taxas de inflação cada vez maiores para manter as taxas de desemprego abaixo da taxa natural.
No modelo de curva de Phillips com expectativas adaptativas, o efeito de um choque exógeno de oferta sobre a taxa de inflação em um determinado ano é repassado para a inflação esperada futura. 
Assim, pode-se comprovar mais consistentemente, que a relação inversa entre a inflação e o desemprego se dá quando a inflação observada está acima das expectativas, e que, de facto, isso se dará somente no curto prazo, já que no longo prazo a inflação observada tornar-se-á igual à esperada, quando então não será verificada nenhuma relação entre a inflação e o desemprego.

## A equação matemática
A partir da relação existente entre o nível de preços, o nível de preços antecipado e a taxa de desemprego:
- P = f(Pe, u)

Onde:
P = nível de preços
Pe = nível de preços antecipados
u = taxa de desemprego
Pode-se deduzir uma nova função relacionando a taxa de inflação, a taxa de inflação antecipada e a taxa de desemprego, na forma:
- p = f(pe, u)

Onde:
p = taxa de inflação
pe = taxa de inflação antecipada
u = taxa de desemprego
Assim, a taxa de inflação tenderá a variar positivamente com a inflação antecipada e negativamente com a taxa de desemprego. É válido lembrar que existem coeficientes que dão maior ou menor peso a esses factores determinantes da taxa de inflação.

### A curva de Phillips original
Embora não ocorra em tempos atuais, a inflação média nos períodos pesquisados por Phillips e depois por Paul Samuelson e Robert Solow tendia para zero. Com uma inflação média tendendo a zero em períodos passados, levantou-se a hipótese de que a taxa de inflação esperada também seria zero, de forma que a relação descrita acima passaria a ser p = f(u) (taxa de inflação apenas em função da taxa de desemprego). Com isso, pode-se dizer que essa primeira versão da curva de Phillips desconsiderou a existência de um eventual espiral de salários e preços, períodos em que elevações no salário nominal provocam elevações no nível geral de preços, e vice versa.

### A curva de Phillips com expectativas
Como nos referimos no tópico da equação matemática, existem coeficientes ou multiplicadores que tornam os factores determinantes da taxa de inflação com maior ou menor peso. Vamos supor que para a formação das expectativas a inflação esperada pe seja dada por: pe(t) = v . p(t-1)
Observe a inflação esperada do período t é uma função da inflação do período t - 1, multiplicada pelo coeficiente v. Afirma-se que v tendia a zero antes da década de 1970 e que passou a tender a 1 após esse período
Note que substituindo v = 0 na função p = f(pe, u) teremos p = f(u), ou seja, a curva de Phillips original onde a inflação é função do desemprego.
Substituindo v = 1 na mesma função teremos p = f(p(t-1), u), onde a taxa de inflação é uma função da taxa de inflação do período anterior e da taxa de desemprego.
Por fim, apresentamos a função da curva de Phillips como sendo p(t) = pe(t) + (m + z) - wu(t), de forma que m (markup das empresas) e z (outros factores que afetem a fixação de salários) são coeficientes lineares que representam elementos estruturais da economia e w é o multiplicador do desemprego.
Substituindo pe(t) = p(t-1), temos que p(t) = p(t-1) + (m + z) - wu(t)
ou ainda p(t) - p(t-1) = (m + z) - wu(t).